# Sagron Mis
Sagron Mis település Olaszországban, Trento megyében. Lakosainak száma 182 fő (2023. január 1.). Sagron Mis Cesiomaggiore, Gosaldo és Primiero San Martino di Castrozza községekkel határos.

## Népesség
A település népességének változása:
| Lakosok száma | 191  | 187  | 182  |
|               | 2017 | 2018 | 2023 |